# Artem Kraweć
Artem Anatolijowycz Kraweć, ukr. Артем Анатолійович Кравець (ur. 3 czerwca 1989 w Dnieprodzierżyńsku, ZSRR) – ukraiński piłkarz występujący na pozycji napastnika, reprezentant Ukrainy.

## Kariera piłkarska

### Kariera klubowa
Artem Kraweć zaczął interesować piłką nożną jeszcze w rodzinnym Dnieprodzierżyńsku, później w szkole piłkarskiej Dynamo Kijów. Od sezonu 2006/07 regularnie występował w Dynamo-2 Kijów oraz młodzieżowej drużynie Dynamo Kijów. W Wyższej Lidze debiutował 17 czerwca 2007 roku w meczu ostatniej kolejki z Arsenał Kijów wychodząc na zamianę.
Z przyjściem trenera Jurija Siomina Artem Kraweć został podstawowym piłkarzem Dynamo Kijów. 2 marca 2008 roku w meczu z FK Dnipro strzelił swoją pierwszą bramkę. 25 lipca 2013 został wypożyczony do Arsenału Kijów. 29 grudnia ogłoszono o wypożyczeniu piłkarza do niemieckiego VfB Stuttgart, w którym grał do lata 2016. 30 sierpnia 2016 znów został wypożyczony, tym razem do hiszpańskiej Granady. W 2018 roku został zawodnikiem Kayserisporu. W 2020 wrócił do Dynama, a następnie trafił do Konyasporu.

### Kariera reprezentacyjna
Występował w reprezentacjach juniorskich i młodzieżowych Ukrainy. W reprezentacji U-17 rozegrał siedem meczów (1 gol), w U-19 – dziewiętnaście meczów (11 goli), a w młodzieżowej cztery mecze. 8 lutego 2011 roku debiutował w narodowej reprezentacji Ukrainy w zremisowanym 2:2 meczu towarzyskim z Rumunią.

## Sukcesy
- mistrz Ukrainy: 2009